# Cadena volcánica de los Coconucos
La cadena volcánica de los Coconucos, también conocida como  Serranía de los Coconucos y abreviadamente como Coconucos, es una agrupación de más de doce volcanes geográficamente próximos alineados con una orientación N40° W, entre los que están Puracé, Piocolló, Curiquinga, Paletará, Calambás, Quintín, Chaka, Killa, Manchagara, Pan de Azúcar, Pukará, Amancay y Piki. El único activo es el Puracé, que es el más joven y septentrional de la cadena.
Esta serranía está encuadrada dentro del Parque nacional natural Puracé desde su creación en 1968, y se extiende por los departamentos de Cauca y Huila.
En la zona se pueden encontrar fumarolas y fuentes termales, hasta quince, como manifestaciones del vulcanismo aún activo.